# Nagelstein von Sangerhausen

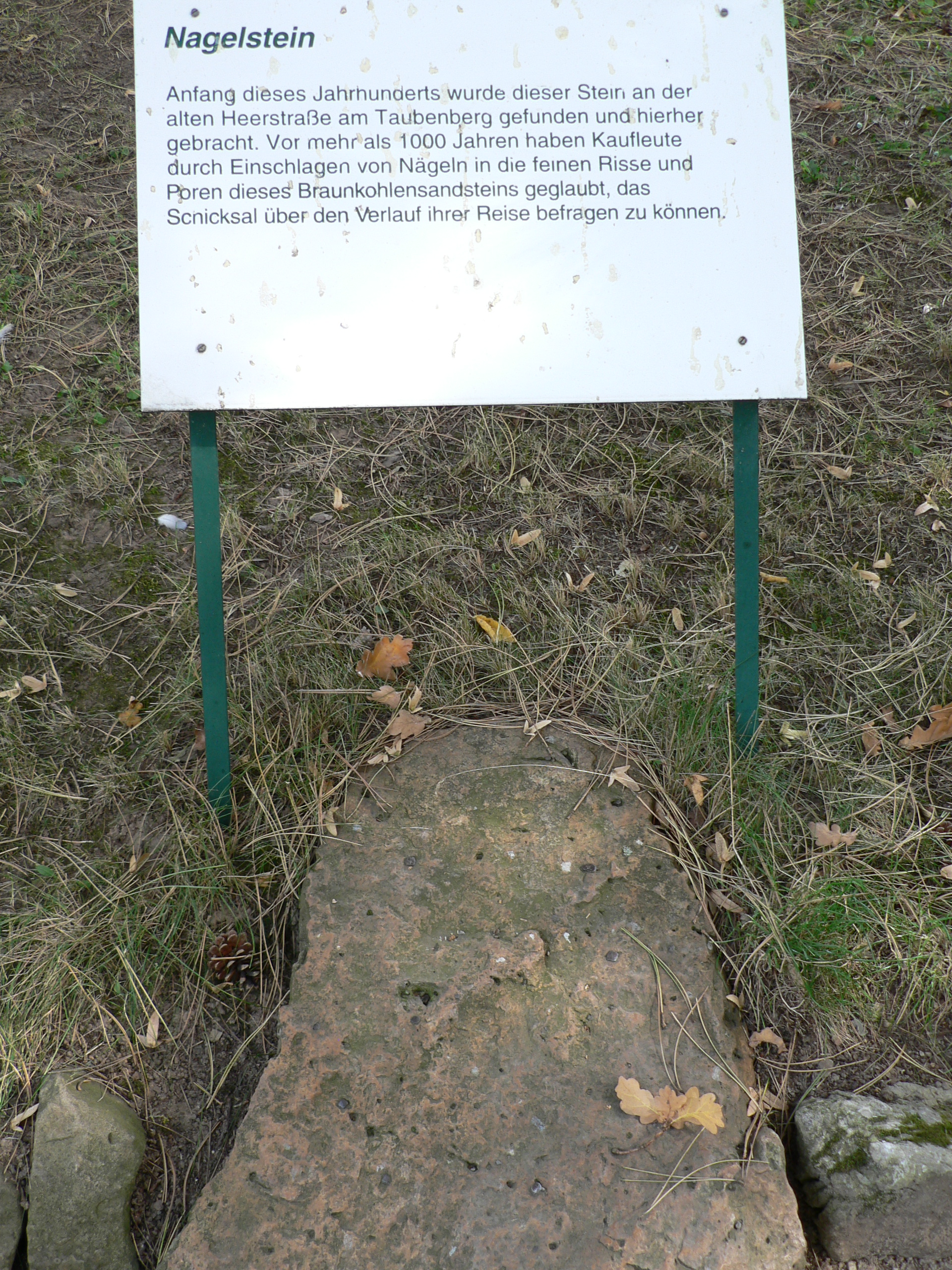
2006 Nagelstein im Rosarium Sangerhausen

Im Rosarium von Sangerhausen ist ein Nagelstein aufgestellt und mit einer Informationstafel erläutert. In Steine dieser Art wurden bis zum Mittelalter aus unterschiedlichen Gründen (kultische Handlungen, Bräuche) Nägel eingeschlagen.
Der Text der Informationstafel lautet (Stand 2006):
Nagelstein

Anfang dieses Jahrhunderts wurde dieser Stein an der alten Heerstraße am Taubenberg gefunden und hierher gebracht. Vor mehr als 1000 Jahren haben Kaufleute durch Einschlagen von Nägeln in die feinen Risse und Poren des Braunkohlensandsteins geglaubt, das Schicksal über den Verlauf ihrer Reise befragen zu können.

„Nägel sollen in frühchristlicher Zeit eingetrieben worden sein, um die alte Gottheit, denen die Steine geweiht waren, für die Schicksalsfügung günstig zu stimmen“

Auch in Märchen und Sagen tauchen Nagelsteine auf, sie wurden mit Gottesurteilen in Verbindung gebracht

„Sage ich die Wahrheit, so werde ich einen Eisennagel mit nur einem Schlag in diesen Felsen treiben. Recht so sprachen die anderen Bauern, ein Gottesurteil gutheißend.“

Im Stein sind noch Löcher und eingeschlagene Nägel gut zu erkennen. Das Gestein stammt vermutlich von einem Vorkommen von Braunkohlensandstein bei Lengefeld nahe Sangerhausen. Es ist ein typisches Sedimentgestein, das durch die Ablagerungsbedingungen ein grobkörniges, poröses Gefüge aufweist.